# 天国るる
天国 るる（あまくに るる、1997年12月25日 - ）は、日本のAV女優。旧名は新名 あみん（にいな あみん）。

## 略歴
2019年9月、エスワン専属女優としてAVデビュー。
2020年6月、グラフィスが選ぶヌード美女10人の一人に選出。2021年1月の作品をもってエスワンを卒業し活動を休止していたが、同年7月1日にマインズ所属からエイトマンへの事務所移籍をツイートで報告。芸名も天国（あまくに）るるへと改める。
2021年8月17日、FALENOより出演作『新生デビュー 美乳と美尻の間にあるひときわ輝く極上くびれ。天国るる』を発売。

## 人物
京都府出身。趣味はAV鑑賞、特技はクラシックバレエ（8年間習っていたが、2021年現在は体が固く、開脚などはできない）。
オナニーは物心つく前からしていて、小学生の頃にそれがエロい事だと認識した。
初体験は、高校1年の時に初めての彼と公園近くの車庫で立ちバックでした。デビューまでの経験人数は3人。再デビューの2021年時点では5人。
AV好きを公言していてツイッターで自身が見た作品の紹介をしている。また、デビュー前にはAV女優のイベントにも参加していた。憧れの女優は三上悠亜。
初めて見たAVは、寝転んでいるおじさんにボンデージ姿の女性がローソクを垂らすというシーンのあったSM作品で、高校1年の時に彼（初体験の相手）と一緒に見た。
元々AVが好きだったことから業界に入ることに抵抗はなく、「やったことのないことをやってみたい」という願望もあって自ら事務所に応募。事務所の面接のために上京したことから、面接して直ぐメーカーとの打ち合わせと話が進んでいき、また面接を受けたことでAVを“やりたい”という気持ちも高まり意思も固まりAV女優となった。
芸名「天国るる」は自らの命名。ほかにない名前とインパクトで決めた。

## 出演作品

### アダルトDVD

#### 新名あみん名義

##### S1 NO.1 STYLE専属
| 発売日   | タイトル                                                                                               | 品番     | 備考   |
| 2019年   | 2019年                                                                                                 | 2019年   | 2019年 |
| -------- | --- | -------- | ------ |
| 9月19日  | 新人 NO.1STYLE 新名あみん AVデビュー                                                                   | SSNI-577 |        |
| 10月19日 | スレンダー美形少女がめちゃイキ!初体験3本番スペシャル                                                   | SSNI-602 |        |
| 11月19日 | 激イキ96回!痙攣3000回!イキ潮2100cc! スリム巨乳ボディ エロス覚醒 はじめての大・痙・攣スペシャル         | SSNI-628 |        |
| 12月19日 | 交わる体液、濃密セックス 完全ノーカットスペシャル                                                      | SSNI-655 |        |
| 2020年   | |          |        |
| 発売日   | タイトル                                                                                               | 品番     | 備考   |
| 1月19日  | 人生最高の激イキ体験 潮吹き痙攣ずぶ濡れ 大失禁オーガズム                                               | SSNI-685 |        |
| 2月19日  | 新卒女子社員と中年係長が出張先の相部屋ホテルで… 若い彼女の誘惑騎乗位で朝まで精子を搾り取られる連射性交 | SSNI-712 |        |
| 4月19日  | ど田舎に引っ越してきたいまどき美少女は暇すぎて近所の中年おやじ達を痴女りまくり                         | SSNI-765 |        |
| 5月19日  | 年下のクセに俺より仕事が出来る同僚と社内で2人きり… ゲリラ豪雨の夜、俺の理性は吹き飛んだ。              | SSNI-788 |        |
| 8月19日  | 極上ハンドテクと巨尻撃ち付け騎乗位で2度射精させてくれるお射精大好きエステティシャン                    | SSNI-833 |        |
| 9月19日  | 72時間好きなだけ犯しまくった 親友不在中、親友の彼女略奪計画                                            | SSNI-872 |        |
| 10月19日 | 夏はノーパンで過ごすマイペースお姉さんのおま●こ無防備誘惑                                              | SSNI-895 |        |
| 11月19日 | 完全緊縛されて無理やり犯されたスレンダー美人キャビンアテンダント                                       | SSNI-922 |        |
| 12月19日 | S1ファン感謝祭 Wスレンダー美女を絶倫素人宅に派遣します 極上おもてなし痴女テクで即ヌキ12連発スペシャル  | SSNI-946 |        |
| 2021年   | |          |        |
| 発売日   | タイトル                                                                                               | 品番     | 備考   |
| 1月19日  | 新名あみんエスワン卒業 これが最後のエロス最大覚醒!! ノンストップ連続大絶頂FUCK                         | SSNI-970 |        |

#### 天国るる 名義

##### FALENO star専属
| H-NEXT 配信日  | DVD 発売日     | タイトル | 品番      | 備考 |
| -------------- | -------------- | --- | --------- | ---- |
| 2021年8月17日  | 2021年9月9日   | 新生デビュー 美乳と美尻の間にあるひときわ輝く極上くびれ。                                                                                                  | FSDSS-312 |      |
| 2021年9月14日  | 2021年10月7日  | まさかの鉢合わせ 彼に誘われ実家にいくとパパ活相手と再会。脅され受け挿れた穴活の要求。                                                                      | FSDSS-313 |      |
| 2021年10月30日 | 2021年11月25日 | 乳首をこねくり連続発射させる。美女がもてなす搾精メンズエステ。                                                                                             | FSDSS-328 |      |
| 2021年11月23日 | 2021年12月23日 | 酔って襲われたあの日から… 目が合うだけで濡れてしまう。嫌いな上司の病みつきペニス                                                                           | FSDSS-342 |      |
| 2021年12月21日 | 2022年1月27日  | 隣の部屋から聞こえる俺の彼女の喘ぎ声。 | FSDSS-356 |      |
| 2022年1月18日  | 2022年2月23日  | リストラ宣告された上司とデリヘルバイトで再会。 | FSDSS-370 |      |
| 2022年2月11日  | 2022年3月10日  | 「終電ないなら、ウチ泊まる?」 大好きな彼女が家にいるのに男女の友情を超える無防備な丸見え乳首… 勃起が収まらず一晩中ヤリ続け、寝て起きてもう一度ハメ倒した。 | FSDSS-381 |      |
| 2022年3月11日  | 2022年4月7日   | パイパンと最上美尻でおもてなし。「時間内、発射無制限」何度でも出せる搾精専門ソープ。                                                                       | FSDSS-398 |      |
| 2022年4月7日   | 2022年5月12日  | 娘を他人に貸しています。父がサイトで募集したハメ撮り志願の中年男。                                                                                         | FSDSS-414 |      |
| 2022年5月10日  | 2022年6月9日   | 「イカセて欲しいならお願いしなよ！」射精を焦らして馬乗り騎乗する。金髪白ギャル痴女の服従M男イジメ。                                                        | FSDSS-429 |      |

##### 企画単体期間
| 発売日  | タイトル                                                                | 品番    | メーカー     | 備考   |
| 2022年  | 2022年                                                                  | 2022年  | 2022年       | 2022年 |
| ------- | ----------------------------------------------------------------------- | ------- | ------------ | ------ |
| 10月4日 | 本当の私を好きになってくれますか? 天国るる、24歳。                      | JBD-288 | アタッカーズ |        |
| 11月1日 | 潜入捜査官 敗れし者達への鎮魂歌 鳴らせなかったウェディングベル 天国るる | RBK-061 | アタッカーズ |        |

### アダルトVR
| 2020年  | 2020年                     | 2020年    | 2020年        | 2020年 |
| 発売日  | タイトル                   | 品番      | メーカー      | 備考   |
| ------- | -------------------------- | --------- | ------------- | ------ |
| 3月20日 | 交わる体液、濃密セックスVR | SIVR-0072 | S1 NO.1 STYLE |        |

### イメージDVD
| 発売日 | タイトル            | 規格品番 | 規格品番  | メーカー | 備考   |
| 発売日 | タイトル            | DVD      | BD        | メーカー | 備考   |
| 2020年 | 2020年              | 2020年   | 2020年    | 2020年   | 2020年 |
| ------ | ------------------- | -------- | --------- | -------- | ------ |
| 5月7日 | Amin 真心をあなたに | REBD-462 | REBDB-448 | REbecca  | [ 14 ] |

## 出演

### テレビ
- 阿部乃ちゃんねる #64（2020年3月1日、エンタ!959）
- あーみん通信（2020年4月4日 - 5月2日、エンタ!959） - MC

### ウェブテレビ
- 聖ファレノ女学院（2021年9月17日[8] - 、FALENO Official Channel）

## 書籍

### 写真集
- 8woman エイトマン女優8人のいちばん長い日（2021年9月29日、徳間書店、撮影：塩原洋）ISBN 978-4-19-865362-0 - ユニット『8woman』名義。小学館『週刊ポスト』スペシャルグラビアの撮影現場に同行したドキュメンタリー写真集[15]。

### デジタル写真集
- 週刊ポストデジタル写真集 マインズALLSTARS HAPPY TRIP!!!!!（2020年1月14日、小学館）
- 週刊ポストデジタル写真集 GRAPHIS傑作選 今いちばん美しいヌード（2020年6月1日、小学館）

### 雑誌
- 月刊FANZA 2019年11月号（ジーオーティー） - インタビュー
- 週刊実話 2020年5月28日号（日本ジャーナル出版） - グラビア「美尻お嬢さま」
- 週刊ポスト 2020年6月12日･19日号（小学館） - 袋とじ「天は美貌と美BODYの二物を与えた」[16]